# Kapelica Raspetog Isusa u Paruževini
Kapelica Raspetog Isusa katolička je kapela koja se nalazi u zagrebačkoj četvrti Sesvete u naselju Paruževina. Sagrađena je 2000. godine  Kapelu su dali sagraditi mještani Paruževine, a posvetio ju je nadbiskup Bozanić 2000. godine. Poznata je i pod nazivom Kapela Svetog Križa što je vidljivo iz natpisa na ploči koja se nalazi na prednjem pročelju.

## Galerija
- Pogled na kapelu
- Ploča na prednjem pročelju s informacijama o izgradnji
- Unutrašnjost kapele